# 嘎呀河
嘎呀河位于中华人民共和国吉林省东部，是图们江在中国境内的最大支流，金代称孱蠢水，清代称噶哈哩河、十三道噶呀河，河名源自满语“噶哈哩”（满文：ᡤᠠᡥᠠᡵᡳ，转写：gahari），意为“布衫”。发源于汪清县北端天桥岭镇老松岭山脉三长山西侧，蜿蜒向南流经汪清县天桥岭镇、大兴沟镇、百草沟镇、图们市石岘镇，最后于图们市区东北郊汇入图们江。河长205.2千米，流域面积13565平方千米，河道平均比降1.6‰。年均径流量10.48亿立方米。